# Église Saint-Charles-Borromée de Québec
Pour les articles homonymes, voir Église Saint-Charles Borromée.
L’église Saint-Charles-Borromée de Québec est une église catholique située dans le quartier du Trait-Carré, dans l'arrondissement de Charlesbourg, à Québec, au Québec. Elle a été classée comme Immeuble patrimonial en 1959.

## Histoire

### Première église
Fondée en 1665, le village de Charlesbourg se dote d'une petite chapelle en bois l'année suivante. En 1686, les Jésuites octroient une concession de six arpents de leur seigneurie de Notre-Dame-des-Anges à la fabrique de Charlesbourg afin qu'elle y construise une église en pierres. La paroisse est érigée canoniquement en 1693 alors que la construction de l'église débute vers 1695. Elle devient alors le cœur du trait-carré de Charlesbourg, un schéma urbanistique singulier de village en étoile. En 1786, une sacristie extérieure et une nouvelle chapelle sont construites.

### Église actuelle
Vers 1825, la paroisse demande à Bernard-Claude Panet, archevêque de Québec, la construction d'une église plus vaste. Jérôme Demers, vicaire général, y est envoyé pour évaluer les dimensions nécessaires du nouveau lieu de culte. En 1827, l'architecte Thomas Baillairgé conçoit les plans. Les travaux débutent l'année suivante. L'église est consacrée le 25 mai 1830 par le coadjuteur Joseph Signay. La première église est finalement démolie en 1836 et l'espace est reconverti en cimetière.
Le presbytère est érigé en 1846. Il est cependant remplacé en 1875 en raison de vices de construction. En 1893, le toit en bardeau de bois est remplacé par un toit en tôle à la canadienne. En 1895, le cimetière est déplacé un peu plus loin, sur le boulevard Louis-XIV. Les cloches actuelles sont installées en 1907. En 1936, un enduit de ciment est appliqué sur les murs extérieurs de l'église.
En 1959, l'église est classé par la Commission des monuments et sites historiques du Québec. L'église est mise en lumière en 2006.

## Galerie

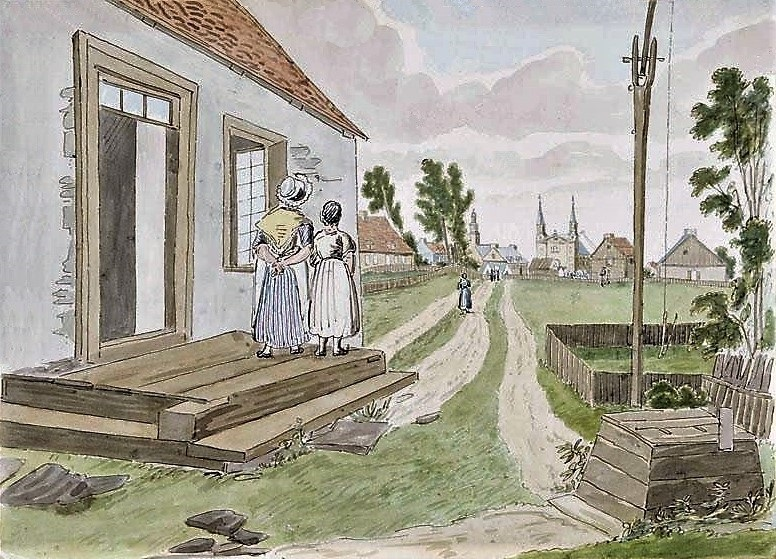
Les 2 églises en 1830
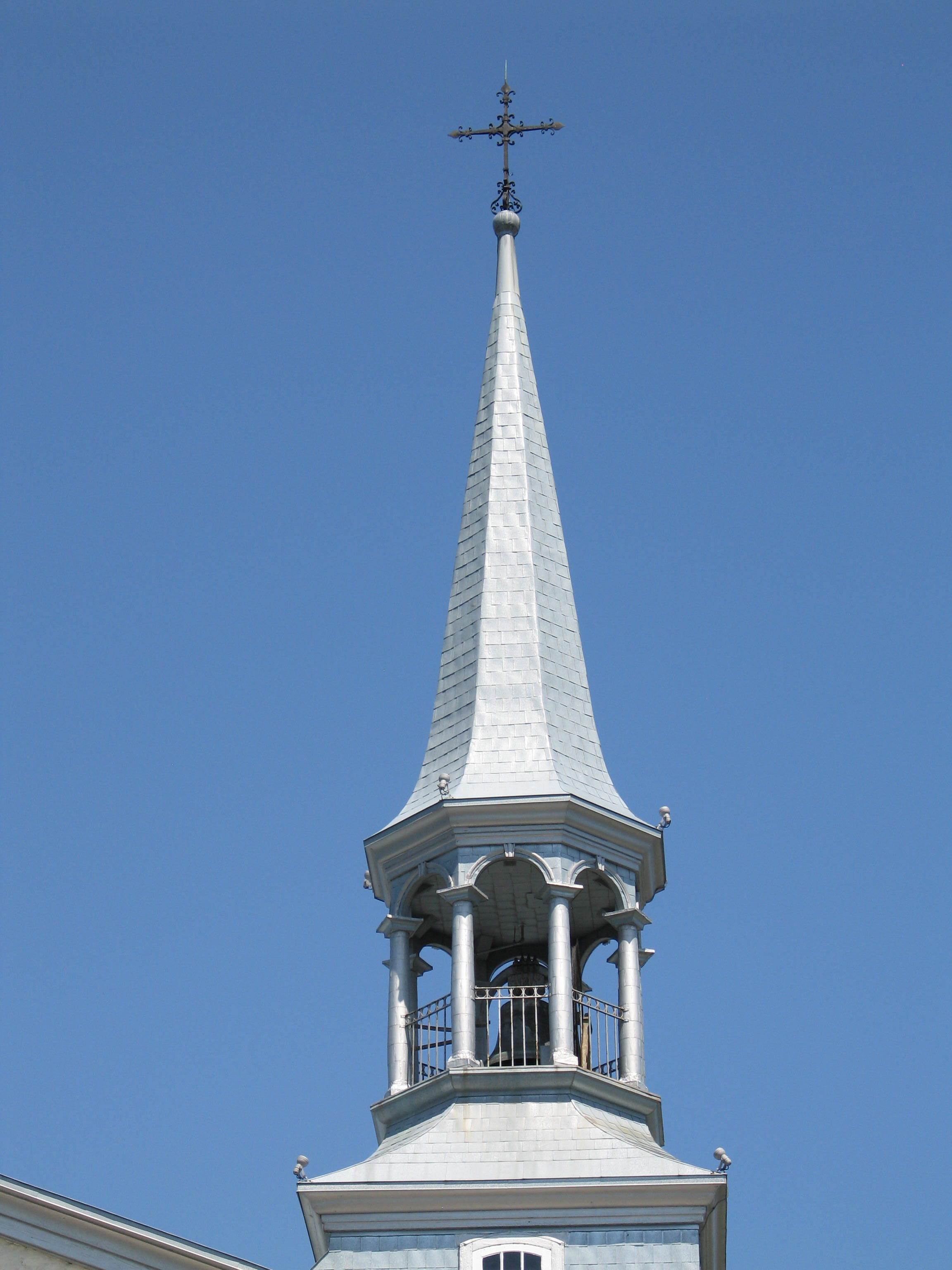
Clocher
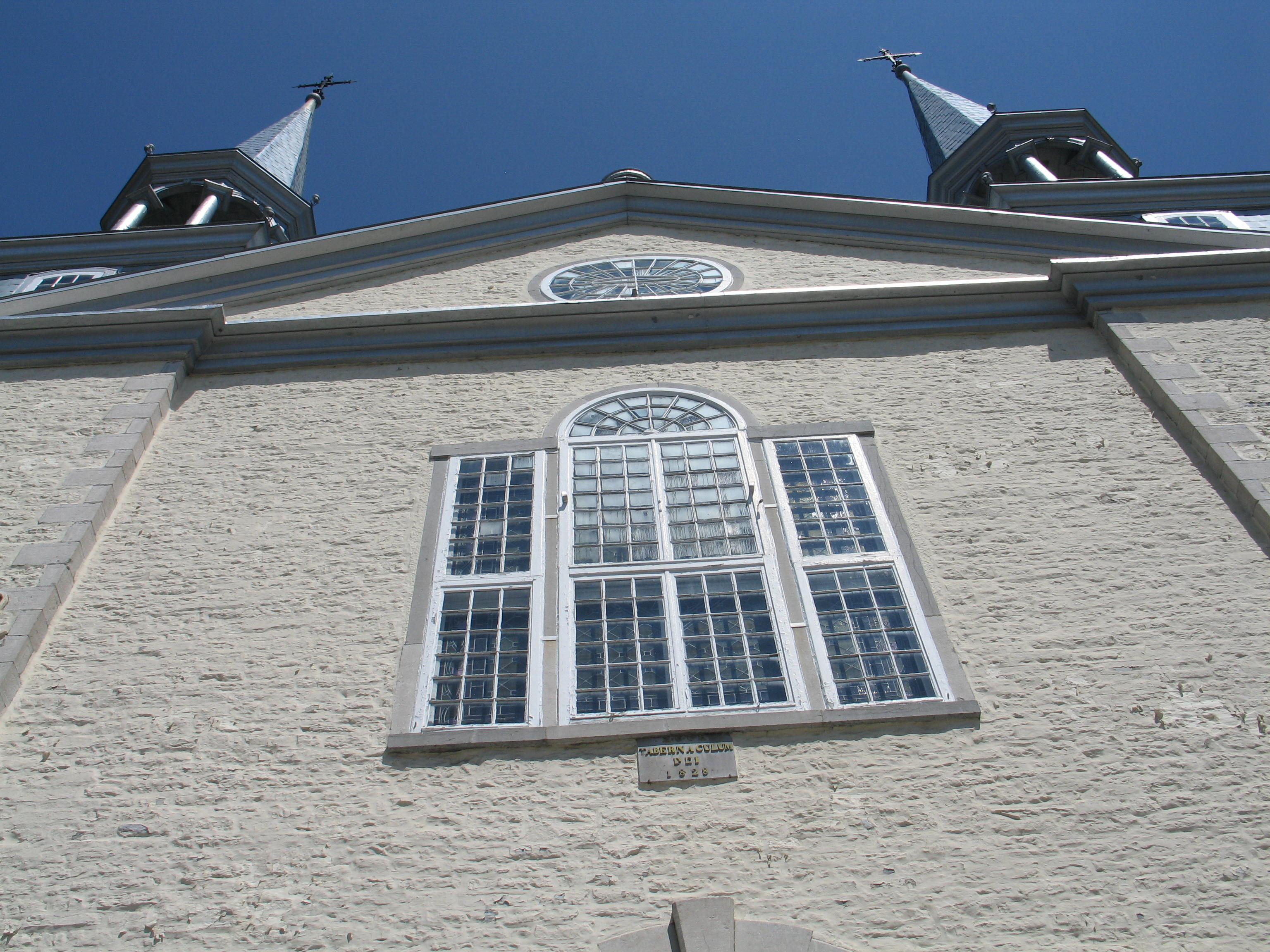
Façade
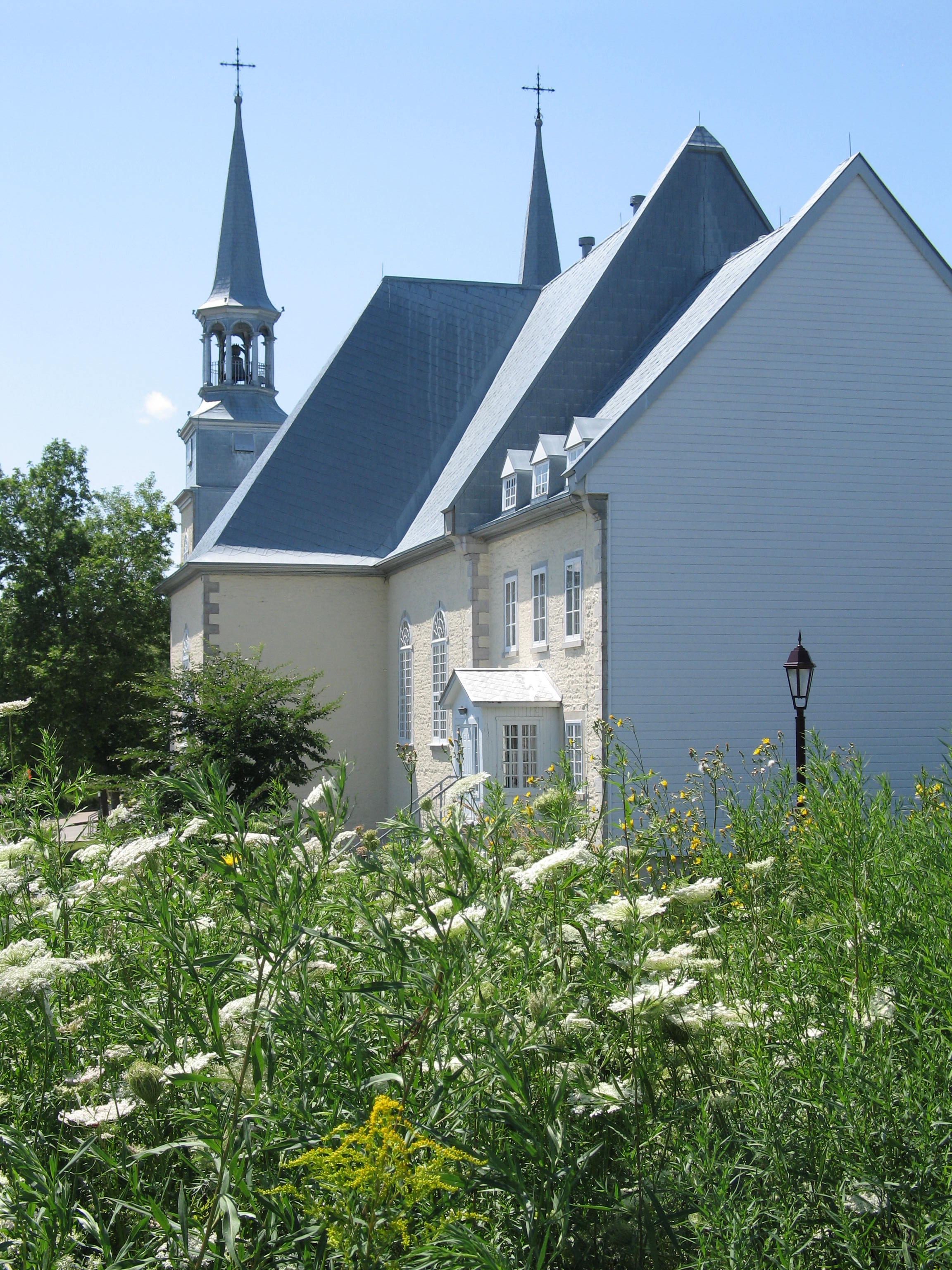
Vue arrière
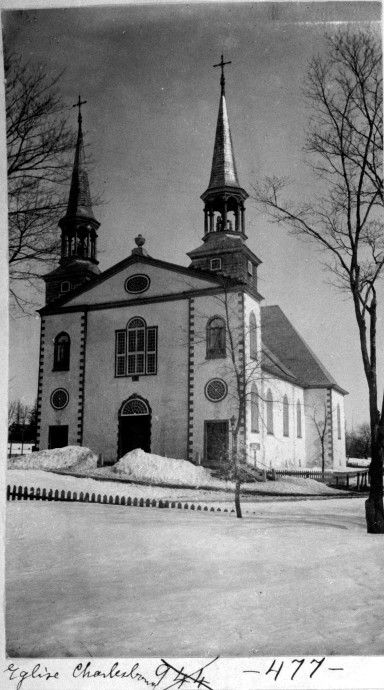
L'église vers 1900
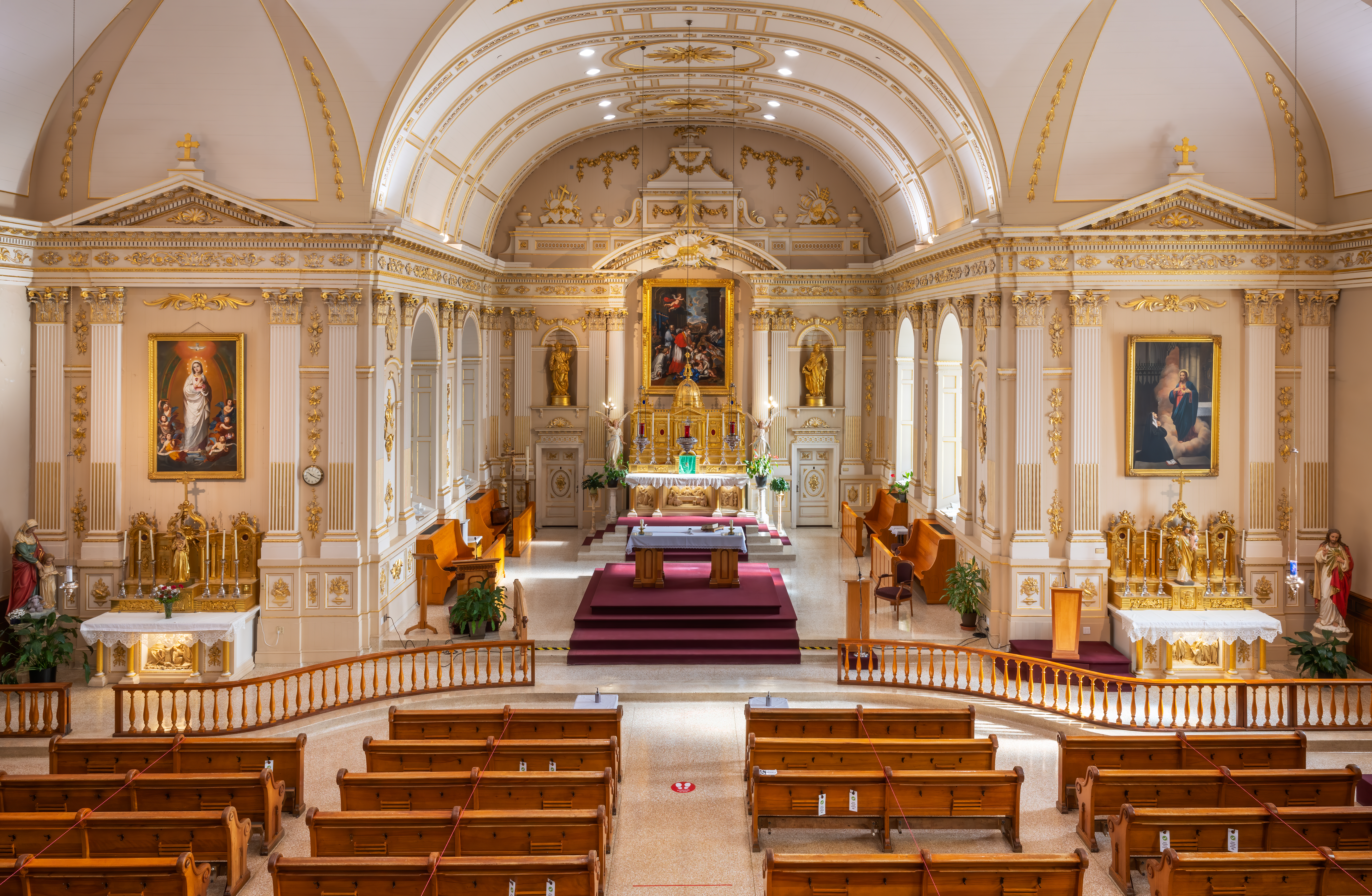
Intérieur de l'église. Février 2021.

## Sources
- Église Saint-Charles-Borromée — Paroisse Saint-Charles-Borromée
- Fiche de la Corporation du patrimoine et du tourisme religieux de Québec
- Répertoire du patrimoine culturel du Québec - Église de Saint-Charles-Borromée
- Inventaire des lieux de culte du Québec - Église Saint-Charles-Borromée
- Ville de Québec - Église et cimetière de Saint-Charles-Borromée